# 금곡역 (남양주)
금곡역(金谷驛, Geumgok station)은 경기도 남양주시 금곡동에 있는 경춘선의 전철역이다. 현재의 역사는 신 역사로, 구 역사는 성시교회라는 교회로 사용되고 있고 역명판도 남아있다. 이 역에만 상대식 승강장이다.

## 역사
금곡역은 1939년 7월 20일, 경춘선의 개통에 따라 산67-6에서 금곡리역이라는 이름으로 영업을 시작했다. 당시의 역사는 수원역이나 전주역과 마찬가지로 기와가 올라가고 단청이 칠해진 조선식 건물이었다.
이 역사는 광복 이후에도 유지된다. 그러나 6.25 전쟁으로 인해 역사가 소실된다. 이후 금곡역은 폐역으로 남아있다가 1958년 10월 25일에 새로운 역사가 완공된다. 이후 1976년 화물 취급을 중지한다.
행정구역의 변화로 역명에도 변화가 생긴다. 남양주군 미금읍이 미금시로 분리될 때 금곡리도 금곡동으로 바뀐다. 이에 따라 1993년에는 금곡리역이라는 이름에서 '리'를 떼 금곡역으로 변경한다.
2010년에는 수도권 전철 경춘선의 개통을 위해 역사를 새로 짓는다. 이 때 기존에 사용하던 역사는 철거되지 않고 남아있다가 2013년 11월에 대한예수교장로회(개혁) 소속의 성시교회가 문을 열었다.

### 연혁
- 1939년 7월 20일 : 현 금곡동 산67-6에서 금곡리역(金谷里驛)으로 영업 개시
- 1950년 6월 25일 : 한국 전쟁으로 역사 소실
- 1958년 10월 25일 : 역사 완공
- 1976년 7월 10일 : 화물 취급 중지
- 1993년 7월 1일 : 금곡역으로 역명 변경
- 2010년 7월 22일 : 수도권 전철 경춘선 개통 이전까지 여객 취급 중단
- 2010년 12월 21일 : 경춘선 복선 전철화 사업 개통으로 성북 기점 16.3 km에서 망우 기점 14.6 km로 변경. 철도승차권 단말기 철거[7], 현 위치로 역사 이전, 수도권 전철 경춘선의 전철역이 되어 여객 취급 재개

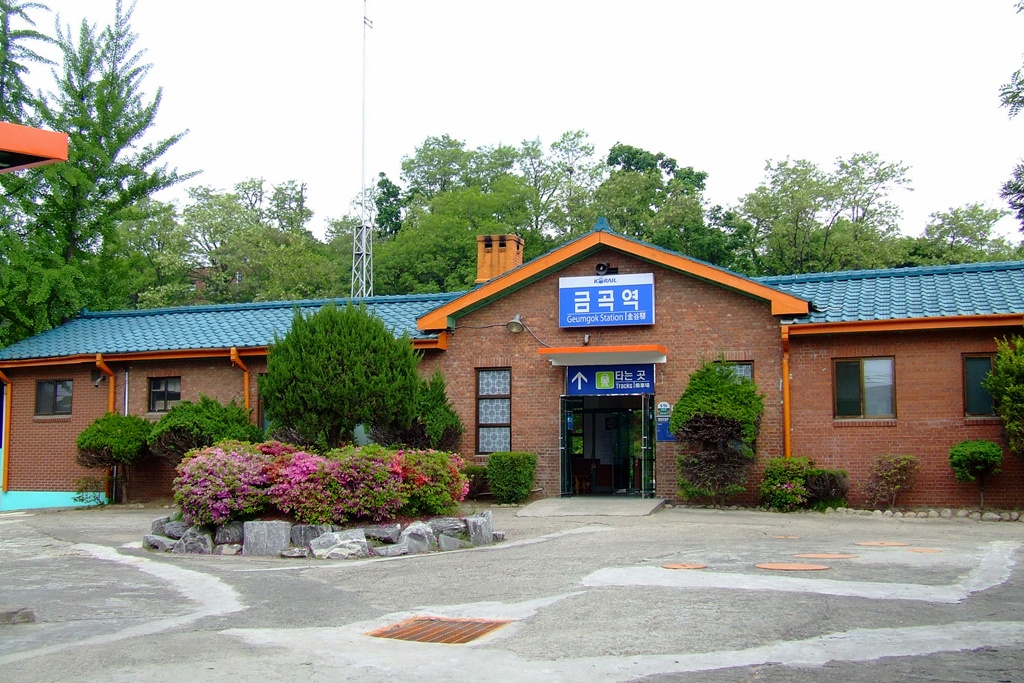
2013년 11월 : 구 역사가 교회가 됨  - 구 역사 (광장쪽)
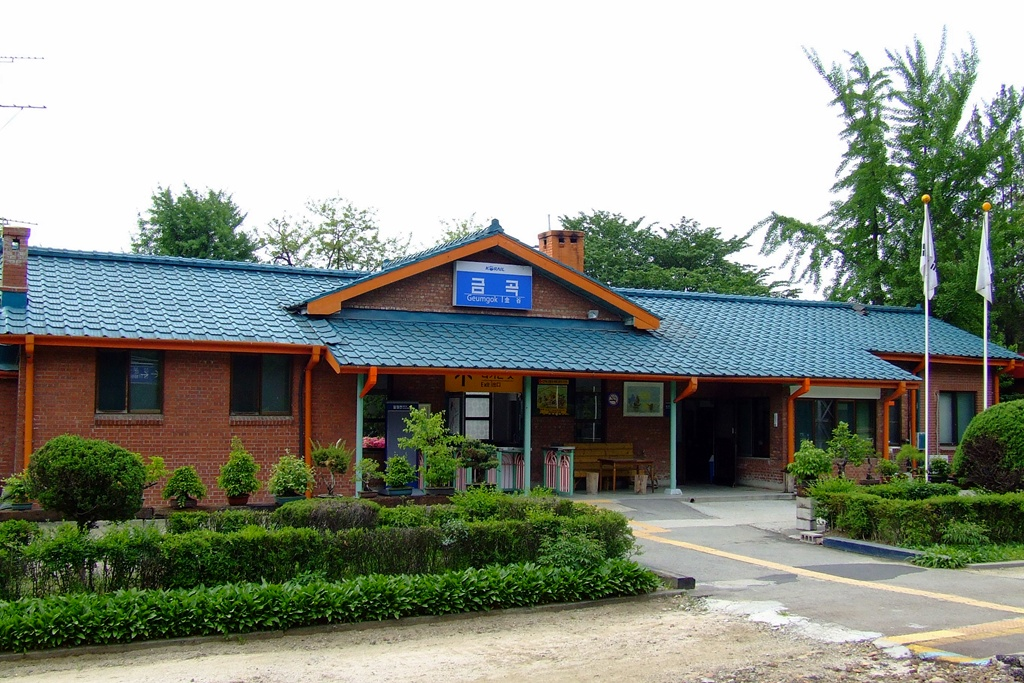
구 역사 (선로쪽)
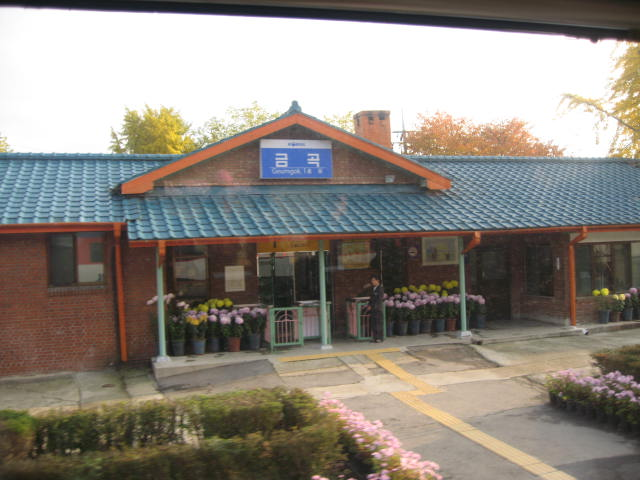
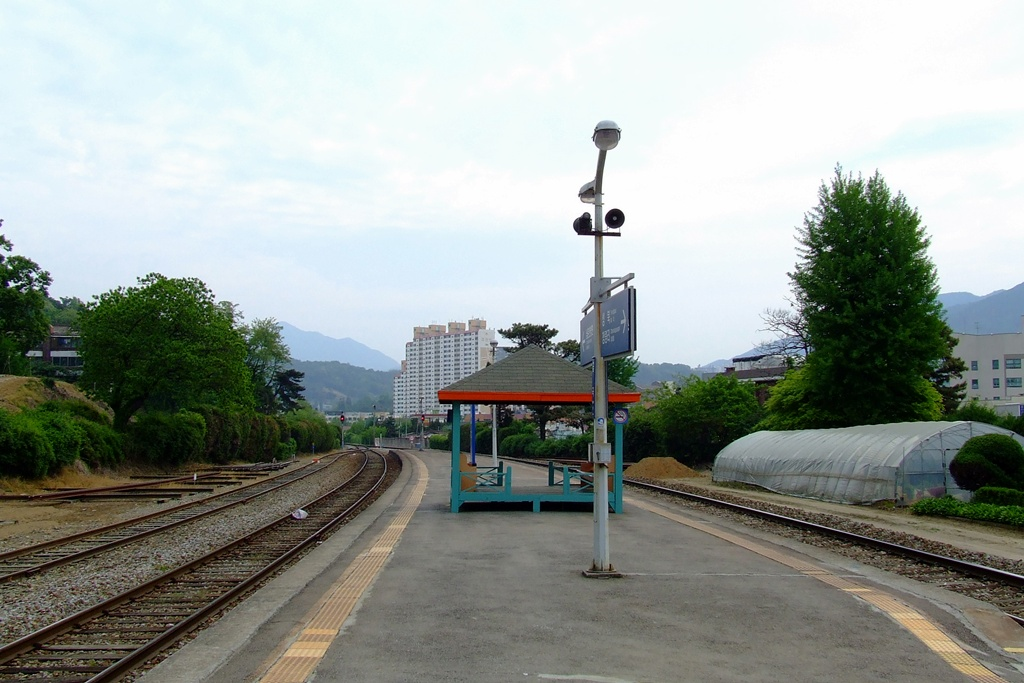
구 승강장 (평내호평역 방향)
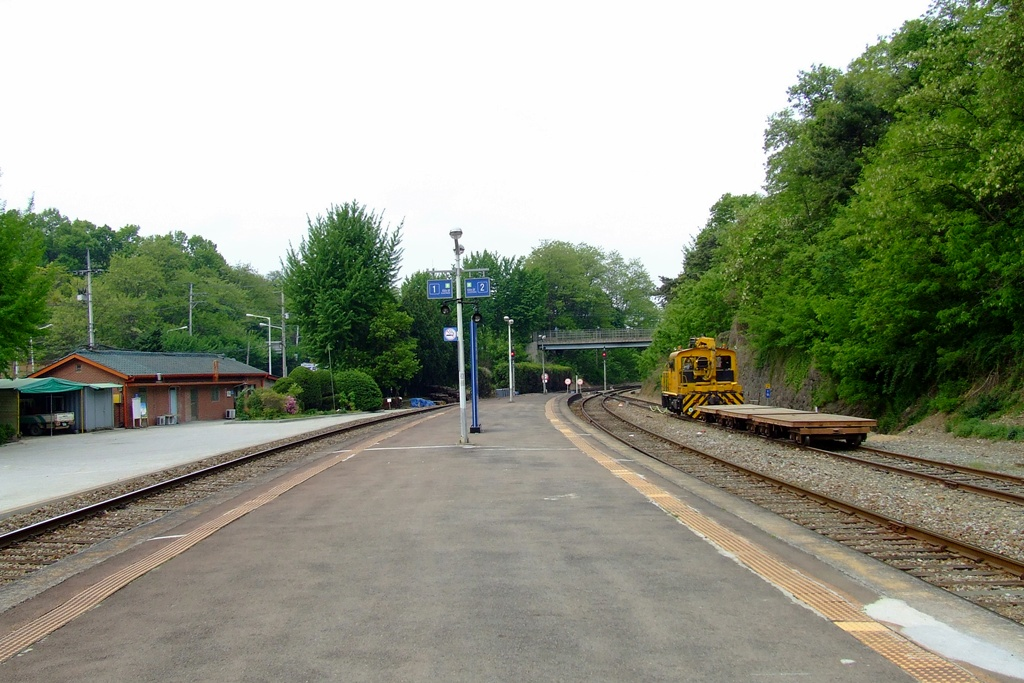
구 승강장 (사릉역 방향)
  - 구 역사 (선로쪽)
  - 구 승강장
(평내호평역 방향)
  - 구 승강장
(사릉역 방향)

## 역 구조
2면 2선의 상대식 승강장이 있는 지상역이다. 스크린도어가 설치되어 있다.

### 승강장
| ↑사릉     |
| \| １     |
| 평내호평↓ |

| 1 | ● 수도권 전철 경춘선 | 평내호평 · 가평 · 춘천 방면 |
| 2 | ● 수도권 전철 경춘선 | 사릉 · 상봉 · 청량리 방면   |

## 이용객 변동
2010년 자료는 개통일인 2010년 12월 21일부터 12월 31일까지인 11일치만이 반영된 것이다.
| 노선   | 노선 | 일평균 인원수 (명/일) | 일평균 인원수 (명/일) | 일평균 인원수 (명/일) | 일평균 인원수 (명/일) | 일평균 인원수 (명/일) | 일평균 인원수 (명/일) | 일평균 인원수 (명/일) | 일평균 인원수 (명/일) | 일평균 인원수 (명/일) | 일평균 인원수 (명/일) | 일평균 인원수 (명/일) | 일평균 인원수 (명/일) | 일평균 인원수 (명/일) | 일평균 인원수 (명/일) | 각주  |
| 노선   | 노선 | 2010년                | 2011년                | 2012년                | 2013년                | 2014년                | 2015년                | 2016년                | 2017년                | 2018년                | 2019년                | 2020년                | 2021년                | 2022년                | 2023년                | 각주  |
| ------ | ---- | --------------------- | --------------------- | --------------------- | --------------------- | --------------------- | --------------------- | --------------------- | --------------------- | --------------------- | --------------------- | --------------------- | --------------------- | --------------------- | --------------------- | ----- |
| 경춘선 | 승차 | 1,007                 | 973                   | 1,166                 | 1,307                 | 1,386                 | 1,455                 | 1,496                 | 1,538                 | 1,528                 | 1,662                 | 1,224                 | 1,294                 | 1,390                 | 1,464                 | [ 8 ] |
| 경춘선 | 하차 | 952                   | 888                   | 1,119                 | 1,236                 | 1,339                 | 1,414                 | 1,453                 | 1,484                 | 1,471                 | 1,547                 | 1,164                 | 1,246                 | 1,341                 | 1,411                 | [ 8 ] |

## 사진

### 일제강점기

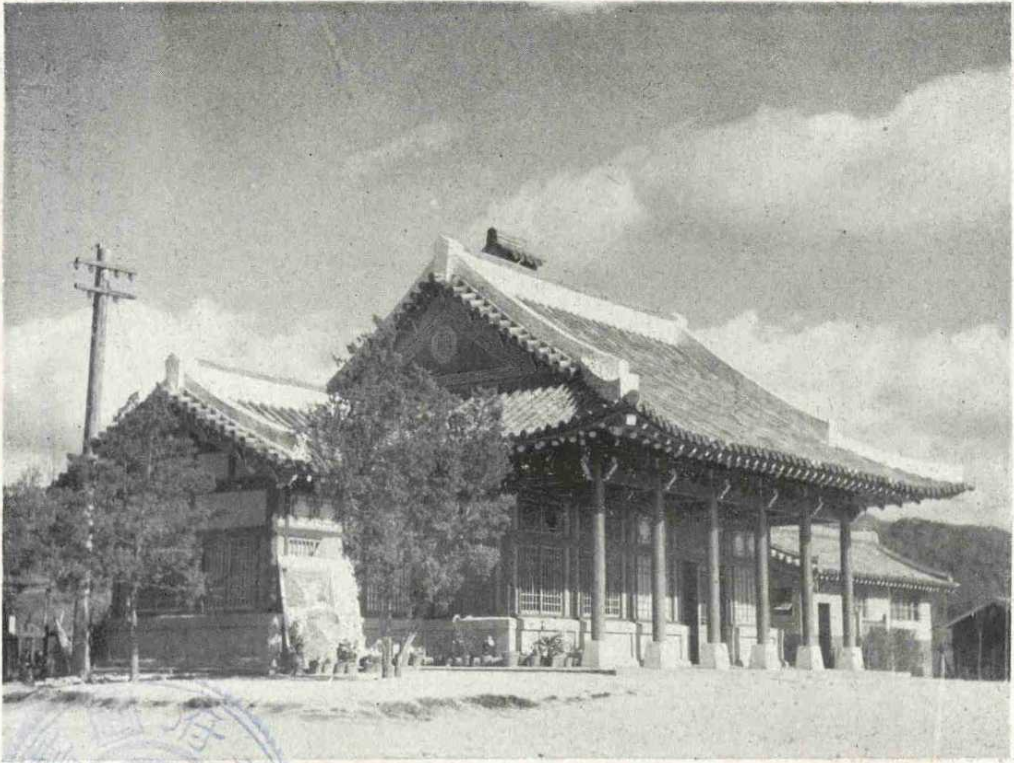
최초의 역사 (1940년, 광장쪽)
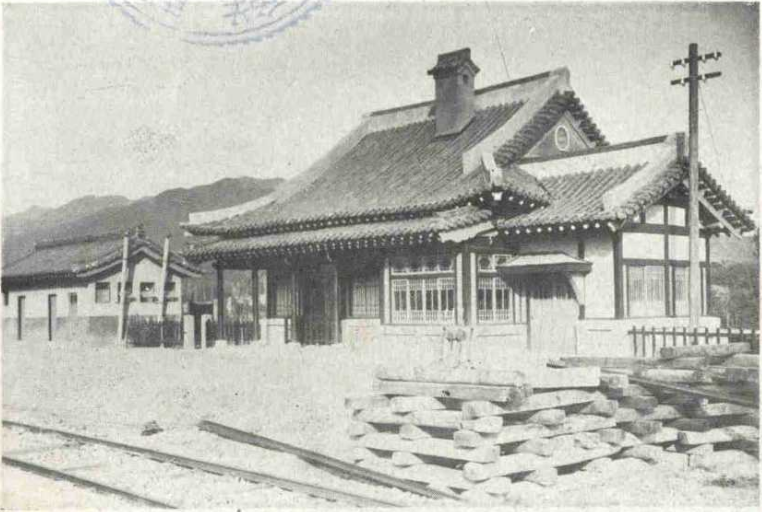
배면 사진
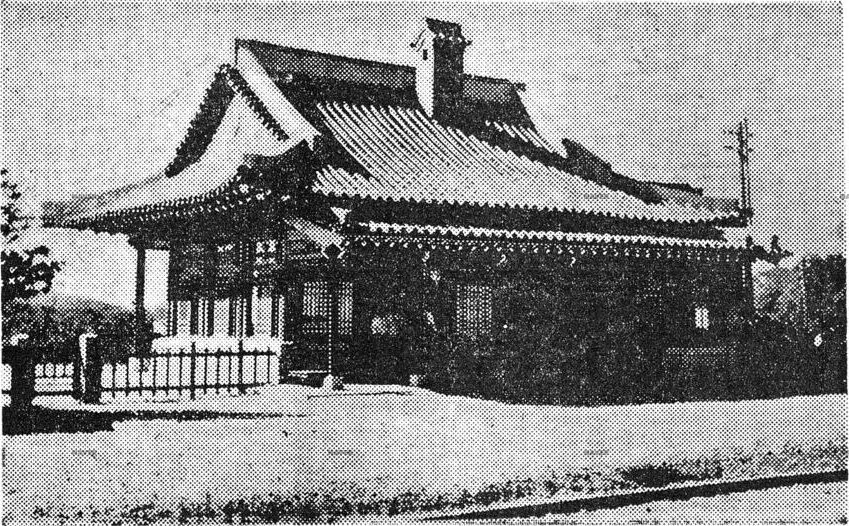
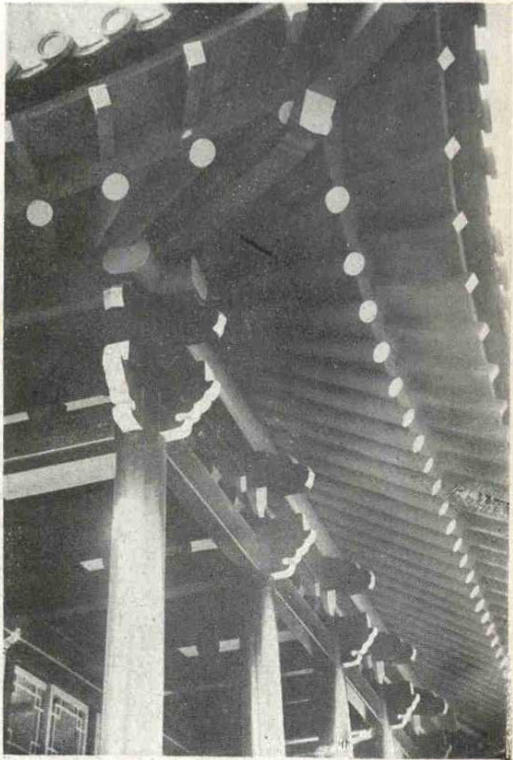
처마밑에는 단청이 칠해져있었다.

### 현 역사

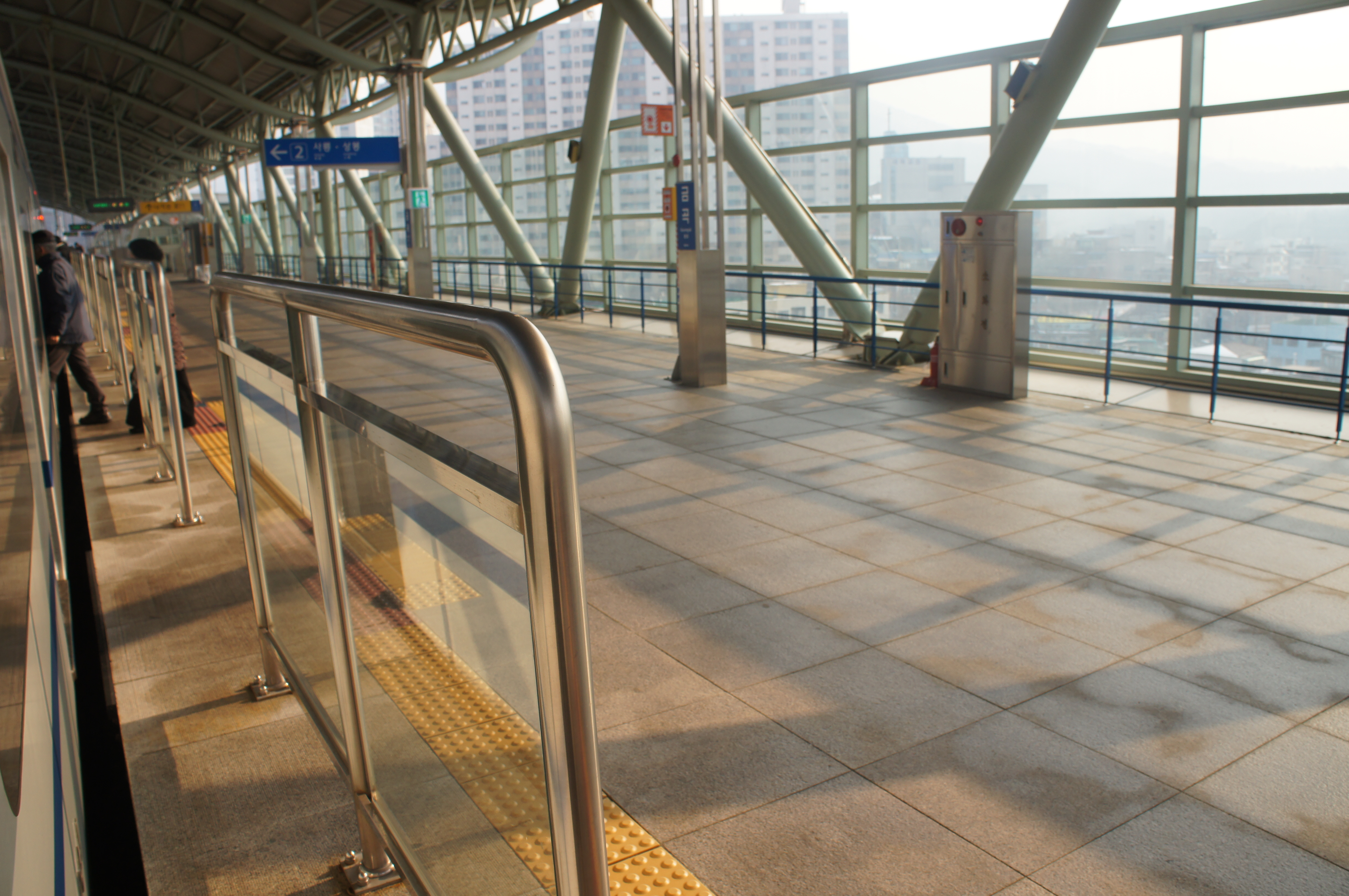
금곡역 승강장

## 인접한 역
| 경춘선                                | 경춘선                    | 경춘선                  |
| ------------------------------------- | ------------------------- | ----------------------- |
| P126 사릉 상봉 · 청량리 · 광운대 방면 | ● 수도권 전철 경춘선 완행 | P128 평내호평 춘천 방면 |